# 33.ª Waffen Kavallerie Division der SS
La 33.a División de Caballería SS (3.a Húngara) se formó a partir de voluntarios húngaros, en diciembre de 1944.
Nunca tuvo más de un regimiento y fue absorbida por la 26.a División de Granaderos de Waffen de las SS (2.a Húngara) el mes siguiente, después de que casi fuera destruida combatiendo cerca de Budapest.
También existen dudas de que realmente existiera una división en la realidad, más allá del nombre y sobre el papel.
El número 33 fue reasignado a la 33.ª División de Granaderos SS Voluntarios "Charlemagne".